# Liste der Pflanzenschutzgebiete in Vorarlberg
Die Liste der Pflanzenschutzgebiete in Vorarlberg enthält die derzeitigen und ehemaligen Pflanzenschutzgebiete nach dem Vorarlberger Gesetz über Naturschutz und Landschaftsentwicklung.

## Liste der Pflanzenschutzgebiete
| Foto |  | Name                             | ID | Bezirk  | Standort                        | Beschreibung | Fläche    | Datum      |
| ---- |  | -------------------------------- | -- | ------- | ------------------------------- | --- | --------- | ---------- |
| 1    |  | Nenzinger Himmel                 |    | Bludenz | Nenzing Standort                | Grenzt an das Liechtensteiner Waldreservat Garsälli/Zigerberg. | 11 km²    | 01.07.1958 |
| 1    |  | Körbersee                        |    | Bregenz | Schröcken Standort              | [ 3 ] [ 4 ] | 308,75 ha | 01.07.1958 |
| 1    |  | Hochifen und Gottesacker-Plateau |    | Bregenz | Bezau, Egg, Mittelberg Standort | Überlappt sich teilweise mit dem Natura-2000-Gebiet Ifen. Grenzt an bayerische Naturschutzgebiet Hoher Ifen und das bayerische Natura-2000-Gebiet Hoher Ifen und Piesenkopf. | 29 km²    | 07.04.1964 |

## Ehemalige Pflanzenschutzgebiete
| Foto |  | Name                           | ID | Bezirk              | Standort                                     | Beschreibung | Fläche | Datum      |
| ---- |  | ------------------------------ | -- | ------------------- | -------------------------------------------- | --- | ------ | ---------- |
| 1    |  | Silvretta-Hochalpenstraße      |    | Bludenz             | Gaschurn Standort                            | Wurde 1998 von den landesweiten Pflanzenschutzbestimmungen in der Naturschutzverordnung abgelöst. | 369 ha | 18.07.1956 |
| 1    |  | Lünersee                       |    | Bludenz             | Vandans Standort                             | Lag im Gebiet des heute noch bestehenden Geschützten Landschaftsteils Rellstal und Lünerseegebiet. Wurde 1998 von den landesweiten Pflanzenschutzbestimmungen in der Naturschutzverordnung abgelöst.   | 968 ha | 30.04.1959 |
| 1    |  | Muttersberg                    |    | Bludenz             | Nüziders Standort                            | Wurde 1998 von den landesweiten Pflanzenschutzbestimmungen in der Naturschutzverordnung abgelöst. | 11 km² | 30.04.1959 |
| 1    |  | Bazora                         |    | Feldkirch           | Frastanz Standort                            | Wurde 1998 von den landesweiten Pflanzenschutzbestimmungen in der Naturschutzverordnung abgelöst. | 11 km² | 31.07.1962 |
| 1    |  | Grenzgebiet Vandans–Tschagguns |    | Bludenz             | Tschagguns, Vandans Standort                 | Lag im Gebiet des heute noch bestehenden Geschützten Landschaftsteils Rellstal und Lünerseegebiet. Wurde 1998 von den landesweiten Pflanzenschutzbestimmungen in der Naturschutzverordnung abgelöst.   | 41 km² | 30.07.1963 |
| 1    |  | Sonntag                        |    | Bludenz             | Sonntag Standort                             | Lag im Gebiet des heutigen Biosphärenpark Großes Walsertal. Wurde 1998 von den landesweiten Pflanzenschutzbestimmungen in der Naturschutzverordnung abgelöst.                                          | 63 km² | 19.04.1968 |
| 1    |  | Alpe Portla                    |    | Bregenz             | Damüls Standort                              | Ist 1979 im Naturschutzgebiet Hohe Kugel – Hoher Freschen – Mellental aufgegangen. |        | 12.09.1969 |
| 1    |  | Hohe Kugel                     |    | Dornbirn, Feldkirch | Dornbirn, Hohenems, Fraxern, Götzis Standort | Lag im Gebiet des heute noch bestehenden Naturschutzgebiets Hohe Kugel – Hoher Freschen – Mellental. Wurde 1998 von den landesweiten Pflanzenschutzbestimmungen in der Naturschutzverordnung abgelöst. |        | 07.07.1973 |
| 1    |  | Niedere                        |    | Bregenz             | Andelsbuch Standort                          | Wurde 1998 von den landesweiten Pflanzenschutzbestimmungen in der Naturschutzverordnung abgelöst. | 13 km² | 07.08.1974 |
| 1    |  | Tiefenwald–Staffel             |    | Bludenz             | Fontanella Standort                          | Wurde 1998 von den landesweiten Pflanzenschutzbestimmungen in der Naturschutzverordnung abgelöst. | 12 km² | 07.08.1974 |